# Biljana Novović
Biljana Novović, tidigare Pavićević, född 12 maj 1988 i Titograd, nuvarande Podgorica, i Jugoslavien, är en montenegrinsk tidigare handbollsspelare. Hon var högerhänt och spelade som vänstersexa.

## Klubblagskarriär
År 2005 när hon var 17 år började hon spela för ŽRK Budućnost. Med den klubben vann hon Cupvinnarcupen i handboll 2006 och en gång till 2010. Hon spelade det mesta av sin karriär för ŽRK Budućnost i sin hemstad men säsongen 2010–2011 spelade hon för den montenegrinska klubben ŽRK Biseri och året efter för makedonska klubben ŽRK Žito Prilep. År 2012 återvände hon till ŽRK Budućnost och spelade där till hon avslutade karriären 2017 eller 2018. Hon var med och vann EHF Champions League 2015.

## Landslagskarriär
Biljana Novović mästerskapsdebuterade i Montenegros damlandslag i handboll vid EM 2012 och vann EM-guld i sin första turnering. Hon spelade sedan i VM 2013, EM 2014 och VM 2015 och hennes sista turnering blev OS 2016 i Rio, utan större framgångar. Hon spelade 51 landskamper och gjorde 71 mål i landslaget.